# Парк-Вью-Роуд
Парк-Вью-Роуд (англ. Park View Road) — футбольный стадион, расположенный на одноимённой улице в лондонском Уэллинге (Великобритания). Это домашний стадион для полупрофессионального футбольного клуба «Уэллинг Юнайтед» из Национальной южной конференции. На этом стадионе также играли их предшественники — «Бексли Юнайтед». Уэллинг играет здесь с 1977 года. Это также домашний стадион клуба «Эрит энд Бельведер», который играет на ней с сезона 1999 года.
Свое название стадион получил от участка дороги A207 в Уэллинге, примыкающего к парку Дэнсон.

## История
На Парк-Вью-Роуд играли в футбол с 1920-х годов, а трибуна была построена в конце 1930-х годов. Во время Второй мировой войны, в 1940 году, стадион пострадал от бомбардировок немецкой авиации. После этого она несколько лет простояла бесхозной. Затем началась кампания по реформированию футбольного клуба «Бекслихит и Уэллинг», а матчи на стадионе проходили с участием более 2000 болельщиков.
В 1950 году была построена нынешняя главная трибуна. В 1960-х годах количество зрителей продолжало расти, поэтому главная трибуна была расширена, а крытая терраса увеличена. Однако к 1970-м годам клуб (который тогда назывался «Бексли Юнайтед») переживал тяжёлые времена и был вынужден прекратить свою деятельность. Свою последнюю игру «Бексли Юнайтед» провёл в апреле 1976 года в присутствии 222 болельщиков.
В 1977 году «Веллинг Юнайтед» (игравший в соседнем Элтхэме) получил стадион в 15-летнюю аренду. Стадион был оставлен на произвол судьбы, а пожар повредил главную трибуну.
Футбольный клуб «Эрит энд Бельведер» переехал на этот стадион в 1999 году, после того, как сгорела главная трибуна их старого стадиона, также известного как «Парк-Вью». Клуб продал свой старый стадион в 2001 году и профинансировал застройку дальней стороны стадиона Парк-Вью-Роуд, где сейчас располагается его штаб-квартира. На обветшавшей террасе были установлены новые сиденья.